# 붉은 기관차
《붉은 기관차》(영어: Death Train)는 미국, 영국, 크로아티아에서 제작된 데이비드 잭슨 감독의 1993년 액션 스릴러 재난 텔레비전 영화이다. 피어스 브로스넌, 패트릭 스튜어트, 알렉산드라 폴, 테드 러바인, 크리스토퍼 리 등이 출연하였고, 피터 스넬 등이 제작에 참여하였다.

## 출연
- 피어스 브로스넌
- 패트릭 스튜어트
- 알렉산드라 폴
- 테드 러바인
- 크리스토퍼 리
- 클라크 피터스
- 제이 베네딕트
- 빌리 마툴라

## 기타 제작진
- 배역: 리처드 퍼가노, 샤론 비알리, 케이트 데이, 데비 맨윌러, 리베카 하워드
- 미술: 마틴 허버트